# MIQ
MIQ（1955年10月3日—），血型AB型，出身於日本東京都港區的動畫歌手，歌迷常以「MIQ姐」來稱呼她。現主要於東京、鳥取市兩地活動，並創辦「VLOMIQ」音樂教室。

## 人物
- 在東京出生、鳥取成長。
- 1982年時，以MIO的藝名在戰鬥裝甲Xabungle中演唱插入曲兼出道曲「HEY YOU」。
- 出道之後都以演唱機器人動畫主題曲為其特色，像是演唱的聖戰士DUNBINE、重戰機L-Gaim等作品至今仍有不錯的人氣。在聖戰士DUNBINE中也以聲優客串演出。
- 2001年回到故鄉鳥取市、改名為MIQ，據報導是命理諮詢師的建議，認為改名是代表生涯另一個轉變的開始。[來源請求]
- MIQ曾指出像是艾瑞莎·弗蘭克林、安妮塔·貝克、夏卡·康等皆是影響她的唱法很深的歌手。[來源請求]也曾在1994、1995年於美國的Anime East中表演，而在2004年時再度到美國的Anime Expo2004登台演出。
- 2007年起擔任鳥取市觀光大使。移居回東京並兩地活動。
- 2011年4月加入藝能Total Produce hiMe story事務所。

## 代表曲
- HEY YOU（戰鬥裝甲Xabungle）
- （聖戰士DUNBINE）
- -Time for L.GAIM- / （重戰機L-Gaim）
- 不思議CALL ME／夢銀河（星銃士俾斯麥，台譯為「宇宙奇兵」）
- MEN OF DESTINY / Evergreen（機動戰士GUNDAM0083 星塵的回憶）
- 熱風！疾風！（魔裝機神 THE LORD OF ELEMENTAL）
- （友都八喜印象歌曲）

## 外部連結
- http://himestory.com/ （页面存档备份，存于）
- http://beatmiqs.exblog.jp/ （页面存档备份，存于）
- http://anison.info/data/person/276.html （页面存档备份，存于）
- http://anison.info/data/person/14502.html （页面存档备份，存于）
- http://www.7andy.jp/cd/detail?accd=C1048968 （页面存档备份，存于）
- MIQ的X（前Twitter）